# Shotgate
Shotgate – osada i civil parish w Anglii, w hrabstwie Essex, w dystrykcie Basildon. Leży 16 km na południe od miasta Chelmsford i 49 km na wschód od Londynu. W 2011 roku civil parish liczyła 3699 mieszkańców.